# Мацак, Иван Макарович
Иван Макарович Мацак (1909—1953) — гвардии старшина Рабоче-крестьянской Красной армии, участник Великой Отечественной войны, Герой Советского Союза (1944).

## Биография
Родился 7 ноября 1909 года в селе Степановка (ныне — посёлок в Сумском районе Сумской области Украины).
После окончания шести классов школы и курсов механизаторов работал в колхозе.
В июле 1941 года Мацак был призван на службу в Рабоче-крестьянскую Красную армию. С января 1943 года — на фронтах Великой Отечественной войны. В одном из боёв получил ранение.
К сентябрю 1943 года гвардии старшина Иван Мацак был механиком-водителем танка 288-го танкового батальона 52-й гвардейской танковой бригады (6-го гвардейского танкового корпуса, 3-й гвардейской танковой армии, Воронежского фронта). Отличился во время битвы за Днепр. 22 сентября 1943 года экипаж Мацака в числе первых переправился через Днепр в районе села Григоровка Каневского района Черкасской области Украинской ССР и прорвался в немецкий тыл в районе села Святошино (ныне — в черте Киева). В бою на шоссе Киев-Житомир Мацак с товарищами уничтожил 5 автомашин, 10 повозок и перерезали дорогу, благодаря чему противник потерял возможность отступать по ней.
Представлен к награждению званием Героя Советского Союза за «храбрость и отвагу, проявленные в боях за расширение плацдарма на правом берегу Днепра и освобождение города Киева». Указом Президиума Верховного Совета СССР «О присвоении звания Героя Советского Союза генералам, офицерскому, сержантскому и рядовому составу Красной Армии» от 10 января 1944 года за «образцовое выполнение боевых заданий командования на фронте борьбы с немецко-фашистскими захватчиками и проявленные при этом отвагу и геройство» был удостоен высокого звания Героя Советского Союза с вручением ордена Ленина и медали «Золотая Звезда» за номером 2147.
После окончания войны Мацак был демобилизован. Вернулся в Степановку, продолжал работать в колхозе. Скоропостижно скончался 25 октября 1953 года, похоронен на Старом кладбище Степановки.

## Награды
Был также награждён орденами Отечественной войны 1-й и 2-й степени, Красной Звезды и рядом медалей.

## Память
В честь Мацака названа улица в Степановке.